# 툰시구

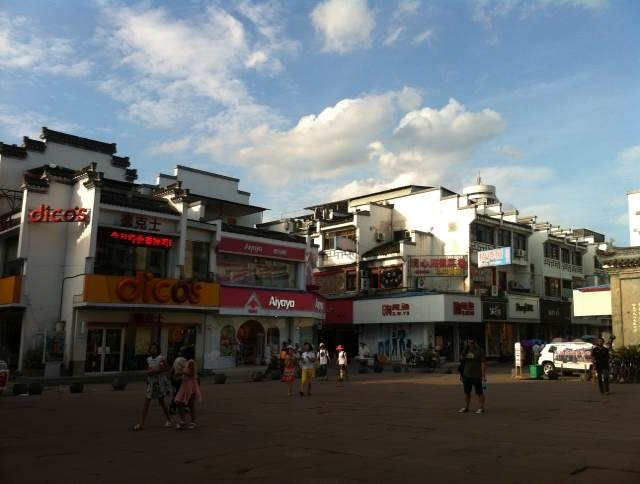

툰시구(한국어: 둔계구, 중국어: 屯溪区, 병음: Túnxī Qū)는 중화인민공화국 안후이성 황산 시의 현급 행정구역이다. 넓이는 249km2이고, 인구는 2007년 기준으로 170,000명이다.

## 행정 구역
4개 가도, 5개 진을 관할한다.
- 가도: 昱东街道, 昱中街道, 昱西街道, 老街街道.
- 진: 屯光镇, 黎阳镇, 阳湖镇, 新潭镇, 奕棋镇.

## 같이 보기
- 중국의 로마 가톨릭 교구 목록